# جامب (برنامج إحصائي)
جامب (برنامج إحصائي) (بالإنجليزية: JMP ) (تُنطق "JUMP") عبارة عن مجموعة من برامج الكمبيوتر للتحليل الإحصائي التي طورتها وحدة أعمال جامب في معهد ساس (SAS). تم إطلاقه في عام 1989  للاستفادة من واجهة المستخدم الرسومية التي يقدمها ماكينتوش. ومنذ ذلك الحين تمت إعادة كتابته بشكل كبير وإتاحته لنظام التشغيل ويندوز. تُستخدم جامب في تطبيقات مثل حيود سداسي (حيود سداسي)، ومراقبة الجودة، والهندسة، وتصميم التجارب، وكذلك للبحث في العلوم والهندسة والعلوم الاجتماعية. يمكن شراء البرنامج في أي من التكوينات الخمسة: جامب وجامب برو وجامب كلينيكال وجامب علم الجينوم وتطبيق جامب منشئ الرسم البياني لجهاز أي باد. يمكن أتمتة جامب بلغة البرمجة الخاصة بها، JSL. يركز البرنامج على التحليلات المرئية الاستكشافية، حيث يقوم المستخدمون بالتحقيق في البيانات واستكشافها. يمكن أيضًا التحقق من هذه الاستكشافات عن طريق اختبار الفرضيات أو التنقيب في البيانات أو طرق التحليل الأخرى. بالإضافة إلى ذلك، يمكن أن تؤدي الاكتشافات التي تم إجراؤها من خلال الاستكشاف الرسومي إلى تجربة مصممة يمكن تصميمها وتحليلها باستخدام جامب.

## التاريخ
تم تطوير جامب في منتصف إلى أواخر الثمانينيات من قبل جون سال وفريق من المطورين للاستفادة من واجهة المستخدم الرسومية التي قدمتها أبل ماكنتوش. كانت في الأصل تعني «جونز ماكنتوش بروجكت»  وتم إصدارها لأول مرة في أكتوبر 1989. تم استخدامه في الغالب من قبل العلماء والمهندسين لتصميم التجارب (DOE)، ودعم الجودة والإنتاجية (Six Sigma)، ونمذجة الموثوقية. كان مصنعو أشباه الموصلات أيضًا من أوائل المتبنين لـ جامب.
تمت إضافة رسومات تفاعلية وميزات أخرى في عام 1991 مع الإصدار 2.0. كان الإصدار 2 ضعف حجم النسخة الأصلية، على الرغم من أنه كان لا يزال يتم تسليمه على قرص مرن. تطلبت 2 ميغا بايت من الذاكرة وتأتي مع 700 صفحة من الوثائق. تمت إضافة دعم ميكروسوفت ويندوز بالإصدار 3.1 في 1994. أعيدت كتابته مع الإصدار 4 وتم إصداره في عام 2002، يمكن لـ جامب استيراد البيانات من مجموعة متنوعة من مصادر البيانات وإضافة الدعم للمخططات السطحية. أضاف الإصدار 4 أيضًا تنبؤات السلاسل الزمنية ونماذج تجانس جديدة، مثل طريقة التنعيم الموسمية، المسماة طريقة الشتاء، و ARIMA (المتوسط المتحرك التلقائي المتكامل). كما كانت النسخة الأولى التي تدعم JSL و JMP Scripting Language.
في عام 2005، تمت إضافة أدوات التنقيب عن البيانات مثل شجرة القرار والشبكة العصبية مع الإصدار 5  بالإضافة إلى دعم لينكس، والذي تم سحبه لاحقًا في جامب 9. في وقت لاحق من عام 2005، تم تقديم جامب 6. بدأ جامب في الاندماج مع ساس في الإصدار 7.0 في 2007 وعزز هذا التكامل منذ ذلك الحين. يمكن للمستخدمين كتابة كود ساس في جامب، والاتصال بخوادم ساس، واسترداد واستخدام البيانات من ساس. تمت إضافة دعم مخططات الفقاعة في الإصدار 7. كما حسنت جامب 7 تصور البيانات والتشخيص.
تم إصدار جامب 8 في عام 2009 مع ميزات السحب والإفلات الجديدة وإصدار 64 بت للاستفادة من التطورات في نظام التشغيل ماك. كما أضافت واجهة مستخدم جديدة لبناء الرسوم البيانية، وأدوات لتجارب الاختيار ودعم توزيعات الحياة. وفقًا للحوسبة العلمية، فإن البرنامج يحتوي على تحسينات في «الرسومات، وضمان الجودة، وسهولة الاستخدام، وتكامُل ساس، ومناطق إدارة البيانات.»  أضاف جامب 9 في 2010 واجهة جديدة لاستخدام لغة البرمجة R من جامب ووظيفة إضافية لبرنامج إكسل. تمت إعادة بناء الشاشة الرئيسية وإدخال تحسينات على عمليات المحاكاة والرسومات ومنصة تدهور جديدة. في مارس 2012، أدخل الإصدار 10 تحسينات على التنقيب في البيانات والتحليلات التنبؤية وبناء النماذج الآلية.
تم إصدار الإصدار 11 في أواخر عام 2014. وقد تضمن ميزات جديدة لسهولة الاستخدام، ومعالج استيراد إكسل، وميزات متقدمة لتصميم التجارب. بعد ذلك بعامين، تم تقديم الإصدار 12.0. وفقًا لشركة الحوسبة العلمية، فقد أضافت قائمة فرعية جديدة من «أدوات النمذجة» من الأدوات وتحسينات الأداء والميزات التقنية الجديدة للتحليل الإحصائي. تم إصدار الإصدار 13.0 في سبتمبر 2016 وأدخل تحسينات مختلفة على إعداد التقارير وسهولة الاستخدام ومعالجتها لمجموعات البيانات الكبيرة في الذاكرة.

## البرنامج
تتكون جامب من جامب وجامب برو وجامب كلينيكال وجامب علم الجينوم،  بالإضافة إلى تطبيق منشئ الرسم البياني لجهاز آي باد. جامب كلينيكال وجامب علم الجينوم يكملو جامب مع برنامج ساس.
يركز برنامج جامب جزئيًا على تحليل البيانات الاستكشافيَّة والتصور. إنه مصمم للمستخدمين للتحقيق في البيانات لتعلم شيء غير متوقع، بدلاً من تأكيد الفرضية. تربط جامب البيانات الإحصائية بالرسومات التي تمثلها، بحيث يمكن للمستخدمين التنقل لأسفل أو لأعلى لاستكشاف البيانات والتمثيلات المرئية المختلفة لها. تطبيقاته الأساسية هي للتجارب المصممة وتحليل البيانات الإحصائية من العمليات الصناعية.
جامب هو تطبيق سطح مكتب بواجهة مستخدم قائمة على المعالج، بينما يمكن تثبيت ساس على الخوادم. يعمل في الذاكرة بدلاً من تخزين القرص. وفقًا لمراجعة نُشرت في الاحصاءات الصيدلانية، غالبًا ما يتم استخدام جامب كواجهة أمامية رسومية لنظام ساس، والذي يقوم بالتحليل الإحصائي والجداول. تتطلب جامب علم الجينوم، المستخدمة لتحليل وتصور بيانات الجينوم،  مكون ساس للعمل ويمكنه الوصول إلى إجراءات ساس / جينات وSAS / STAT أو استدعاء وحدات ماكرو ساس. يمكن لـ جامب كلينيكال، المستخدم لتحليل بيانات التجارب السريريَّة، تجميع كود ساس في لغة البرمجة النصية JSL وتحويل كود ساس إلى جامب.
جامب هو أيضًا اسم وحدة أعمال معهد ساس التي تطور برنامج جامب. اعتبارًا من عام 2011 كان لديها 180 موظفًا و250 ألف مستخدم.

## لغة برمجة (JSL)
لغة برمجة جامب JMP (JSL) هي لغة مفسرة لإعادة إنشاء النتائج التحليلية ولأتمتة أو توسيع وظائف برنامج جامب.:29 تم تقديم JSL لأول مرة في جامب الإصدار 4 في عام 2000.:11 JSL لديه بناء جملة يشبه لغة ليسب ليسب، منظم كسلسلة من التعبيرات. يتم تنفيذ جميع عناصر البرمجة، بما في ذلك عبارات (if-then) والحلقات، كوظائف JSL. يتم تمثيل جداول البيانات وعناصر العرض والتحليلات بواسطة كائنات في JSL يتم التلاعب بها باستخدام الرسائل المسماة. يمكن للمستخدمين كتابة نصوص JSL لإجراء التحليلات والتصورات غير المتوفرة في واجهة التأشير والنقر أو لأتمتة سلسلة من الأوامر، مثل التقارير الأسبوعية. يمكن أيضًا تنفيذ تعليمات ساس وبايثون و R وماتلاب باستخدام JSL.

## تطبيقات بارزة
في عام 2007، بدأت منظمة مراقبة الحياة البرية وايلد تراك، باستخدام جامب مع نظام تقنية التعرف على البصمة (FIT) لتحديد الحيوانات المهددة بالانقراض الفردية من خلال آثار أقدامها. في عام 2009، استخدمت حديقة شيكاغو النباتية جامب لتحليل بيانات الحمض النووي من فاكهة الخبز الاستوائية. توصل الباحثون إلى أن الفاكهة النشوية الخالية من البذور تم إنشاؤها عن طريق التهجين المتعمد لفاكهة، الخبز والحفر. قام مختبر هيرزنبرج في ستانفورد بدمج جامب مع فارز الخلايا المنشطة الفلورية (FACS). يستخدم نظام FACS لدراسة فيروس نقص المناعة البشرية والسرطان والخلايا الجذعية وعلوم المُحيطات.